# Pataki Vidor János
Pataki Vidor János (eredeti neve: Pribauer János) (Pécs, 1901. február 19. – Budapest, 1973. október 5.) magyar ciszterci szerzetes, tanár, művészettörténész.

## Életpályája
Szülei: Pribauer Jenő és Varga Etelka voltak. 1917-ben középiskolásként belépett a ciszterci rendbe. 1924-ben pappá szentelték. 1925-ben diplomázott a budapesti tudományegyetem magyar-történelem szakán. 1925–1938 között az egri rendi gimnáziumban oktatott. 1938–1948 között a ciszterci rend budapesti gimnáziumában tanított. 1948–1953 között lelkészként dolgozott. 1953–1971 között kisegítő lelkészként működött.
Pálosi Ervin jogtanárral az egri vár feltárásának kezdeményezője volt. Sokat foglalkozott az egri vár építéstörténetének kutatásával külföldi és hazai levéltárakban számos értékes forrást tárt fel. A Magyar Országos Levéltárban különböző megbízatások keretében művészettörténeti kutatásokat végzett.

## Művei
- Hunyadi János pályája 1446-tól 1448-ig (doktori értekezés, kézirat, Budapest, 1924)
- A XVI. századi várépítés Magyarországon (A Bécsi Magyar Történeti Intézet Évkönyve, 1931)
- Az egri vár élete (történeti tanulmány (A Cisztercita Rend egri Szt. Bernát-gimnáziumának évkönyve, 1933-1934)